# Pierre Hupé
Pierre Hupé (* 22. März 1907 in Baye (Marne); † 23. August 2003 in Paris) war ein französischer Paläontologe.
Hupé studierte Naturwissenschaften in Straßburg und Nancy, wo er die Abschlussprüfungen (Agrégation) 1931 mit Bestnoten bestand und bei dem Genetiker Lucien Cuénot forschte. Hupé war auch ein hervorragender Zeichner, wofür er ebenfalls Preise an der Universität gewann. Danach war er Gymnasiallehrer für Naturwissenschaften. In den 1930er Jahren unternahm er erste geologische Studien im Auftrag von Professor Charles Jacob in den Pyrenäen. Im Zweiten Weltkrieg war er Artillerieoffizier und erhielt das Croix de guerre. 1945 bis 1949 arbeitete er für das CNRS und ab 1951 am Labor für Geologie der Sorbonne. Er erhielt 1960 eine volle Professor für Paläontologie an der Sorbonne (später der Universität Paris VI, Pierre et Marie Curie) und gründete dort 1967 das Labor für Paläontologie der Wirbellosen, dessen Direktor er bis zu seiner Emeritierung 1977 war. Es wurde 1987 aufgelöst.
Er ist für teilweise klassische Werke über Trilobiten bekannt, insbesondere deren Klassifikation (er veröffentlichte in den 1950er Jahren eine revidierte Klassifikation der Trilobiten) und die Trilobiten des unteren Kambriums in Marokko, die er auch für die detaillierte Stratigraphie des Kambriums der Region verwendete. Für seine Arbeiten, zunächst auf Einladung des Service Geologique du Maroc ab 1952 unternommen, und gipfelnd in einer Monographie über das untere und mittlere Kambrium und Ordovizium in Südmarokko, gewann er internationale Anerkennung und erhielt 1957 die Charles Doolittle Walcott Medal. 1959 wurde er mit Nouvelle contribution a l´etude du Cambrien Marocain promoviert.
Seine Trilobiten-Sammlung vermachte er zum Teil der Universität Rennes I, zum anderen Teil dem Naturhistorischen Museum in Havre.

## Schriften
- Classe des Trilobites, in J. Piveteau (Herausgeber) Traité de Paléontologie, Band 3, Masson 1953, S. 44–246
- Classification des Trilobites, Annales de Paléontologie, 1953, 1955
- Contribution a l´etude du Cambrien inferieur et du Precambrien III de l´Antiatlas marocain, Notes et Memoires, Service des Mines et de la Carte geologique du Maroc, Band 103, 1953, S. 1–402, mit 24 Tafeln